# Мартін Макс
Мартін Макс (нім. Martin Max, нар. 7 серпня 1968, Тарновські Гури) — колишній німецький футболіст польського походження, що грав на позиції нападника. Дворазовий найкращий бомбардир чемпіонату Німеччини (2000, 2002).
Виступав за німецькі клуби «Боруссія» (Менхенгладбах), «Шальке 04», «Мюнхен 1860» та «Ганза», а також провів одну гру за національну збірну Німеччини.

## Клубна кар'єра
Мартін починав свою кар'єру в польському клубі «Родло Гурникі» з міста Битом. Однак після переїзду разом зі своєю родиною до Німеччини він став виступати за «Блау-Вайсс Пост» з Реклінггаузена, а з 1985 року — за «Реклінггаузен».
Першим професійним клубом Мартіна стала «Боруссія» з Менхенгладбаха, за яку він виступав протягом шести років. Дебютував Макс за «Боруссію» в першому турі сезону 1989/90 у матчі проти «Кайзерслаутерна». У тій зустрічі він вийшов у стартовому складі і провів на полі всі 90 хвилин. Перші чотири зустрічі того сезону Мартін провів в основі, після чого потрапив на лаву запасних. Всього за сезон він провів 11 ігор, незважаючи на конкуренцію в складі з Ігорем Бєлановим, Олівером Бірхоффом і Крістофом Будде.
У наступному сезоні Мартін відзначився забитим м'ячем, який став для нього першим на професійному рівні. Це сталося в матчі шостого туру проти «Франкфурта». Всього в сезоні 1990/91 Мартін провів 30 ігор, в яких забив 7 м'ячів, ставши третім бомбардиром команди.
Найбільшого успіху разом з «Боруссією» Мартін досяг в 1995 році, вигравши Кубок Німеччини. Однак у фінальній зустрічі він не взяв участі, оскільки втратив місце в основному складі по ходу сезону, програвши конкуренцію Мартіну Даліну і Гайко Геррліху.
У зв'язку з цим Макс вирішив змінити клуб і влітку 1995 року підписав контракт з «Шальке 04». У перші два сезони Макс був найкращим бомбардиром команди. Він виступав на вістрі атаки разом із Юрі Мюлдером. У складі «Шальке» він досяг головного успіху в кар'єрі — виграв Кубок УЄФА в 1997 році.
Наступні два роки Макс провів не так успішно і у 1999 році перейшов в «Мюнхен 1860». У новій команді він двічі став найкращим бомбардиром чемпіонату Німеччини. Але в сезоні 2002/03 поступився місцем основного форварда команди Беньяміну Лауту, який був молодший за нього на 13 років. Через втрату місця в складі Мартін перейшов в «Ганзу».
Завершив професійну ігрову кар'єру у «Ганзі», за яку виступав протягом сезону 2003/04 років, ставши найкращим бомбардиром команди.

## Виступи за збірну
У зв'язку з лідерством Мартіна в списку бомбардирів Бундесліги, засоби масової інформації вимагали його присутності в головній команді країни. 17 квітня 2002 року Макс вийшов на заміну замість Торстена Фрінгса у матчі проти збірної Аргентини і провів на полі всього 8 хвилин. Однак, незважаючи на подальші успіхи Мартіна в чемпіонаті, тренер збірної Німеччини Руді Феллер не включив його в заявку на чемпіонат світу 2002 року. 
Футболістові пропонували виступити у складі збірної Німеччини на чемпіонаті Європи 2004 року, але він відмовився і в підсумку той матч проти аргентинців залишився для Макса єдиним у футболці національної збірної.

## Титули і досягнення

### Командні
- Володар Кубка Німеччини (1):

«Боруссія» (Менхенгладбах): 1994–95
- Володар Кубка УЄФА (1):

«Шальке 04»: 1996–97

### Індивідуальні
- Найкращий бомбардир чемпіонату Німеччини: 1999–00 (19 голів), 2001–02 (18 голів)